# San Miguel Ixcatlán
San Miguel Ixcatlán es una ranchería del municipio de Santiago Yosondúa, ubicado en el distrito de Tlaxiaco, el cual forma parte de la región mixteca del estado mexicano de Oaxaca.

## Geografía
La localidad se ubica a 8.2 kilómetros (en dirección este) de la localidad de Santiago Yosondúa, la cabecera y lugar más poblado del municipio. Se sitúa en las coordenadas geográficas 16°53′46″N 97°30′13″O / 16.896111, -97.503611, a una elevación de 1,674 metros sobre el nivel del mar.

## Demografía
Según el Conteo de Población y Vivienda 2020, efectuado por el Instituto Nacional de Estadística y Geografía, la localidad tiene 171 habitantes, de los cuales 86 son del sexo masculino y 85 del sexo femenino. Su tasa de fecundidad es de 3.68 hijos por mujer y tiene 57 viviendas particulares habitadas.
| Gráfica de evolución demográfica de San Miguel Ixcatlán entre 1940 y 2020 |
|                                                                           |
| INEGI.                                                                    |